# سكاي يو كي
سكاي المملكة المتحدة المحدودة هي شركة بريطانية للإذاعة والاتصالات توفر خدمات التلفزيون والإنترنت ذات النطاق العريض والخط الثابت وخدمات الهاتف المحمول للمستهلكين والشركات في المملكة المتحدة. إنها أكبر مذيع تلفزيوني مدفوع في المملكة المتحدة مع 12.5 مليون عميل اعتبارًا من 2018  وكانت منصتها التلفزيونية الفضائية الرقمية أشهر خدمة تلفزيونية رقمية في المملكة المتحدة حتى تجاوزتها قناة فريفيو في أبريل 2007.  منتج سكاي الرائد هو سكاي كيو وقنواتها الرئيسية هي قناة سكاي الأولى وسكاي اتلانتيك.
تم تشكيلها باسم إذاعة سكاي البريطانية (بي سكاي بي) في نوفمبر 1990 من خلال اندماج تلفزيون سكاي ‏ والبث القمر الصناعي البريطاني،  نمت لتصبح شركة إعلامية كبرى بحلول نهاية العقد، وامتلكت بشكل خاص جميع حقوق البث التلفزيوني للدوري الممتاز. وتقريبا كل الحقوق المحلية لأفلام هوليود. بعد استحواذ بي سكاي بي على سكاي أيطاليا وحصة أغلبية في سكاي المانيا في عام 2014، غيرت شركتها القابضة مجموعة البث البريطانية سكاي اسمها إلى سكاي بي ال سي (الآن مجموعة سكاي المحدودة). تم تغيير اسم الشركة الفرعية في المملكة المتحدة من بث سكاي البريطانية المحدودة إلى سكاي يو كي المحدودة، واستمر التداول باسم «سكاي».
سكاي يو كي المحدودة هي شركة فرعية مملوكة بالكامل لشركة مجموعة سكاي المملوكة لشركة كوكاست، مع مديري الشركة الحاليين (بما في ذلك سكاي أيرلندا) نائب الرئيس التنفيذي ستيفن فان روين والمدير التجاري (CCO) ليسسا ماكجوين. يقع مقر الشركة الرئيسي في أستوديوهات سكاي في ايزلورث.

## التاريخ
الأصول
يمكن للخدمة الحالية تتبع تراثها إلى عام 1989، عندما قام أسلاف بي سكاي بي تلفزيون سكاي والبث القمر الصناعي البريطاني بتشفير قنوات الأفلام الخاصة بهم - سكاي أفلام وقناة الافلام (قناة بريطانية) التي تطلبت من المشاهدين الحصول على معدات فك التشفير والاشتراك في مشاهدة القنوات. بعد دمج الشركتين، يمكن للمشتركين الوصول إلى كلتا القناتين، وبعد ذلك أصبحت القناة الرياضية سكاي سبورت مشفرة أيضًا.
الدوري الإنجليزي الممتاز لكرة القدم
في خريف عام 1991، عقدت محادثات بشأن حقوق البث للدوري الممتاز لمدة خمس سنوات، من موسم 1992. كانت ITV هي أصحاب الحقوق الحاليين، وناضلت بشدة للاحتفاظ بالحقوق الجديدة. زادت ITV عرضها من 18 مليون جنيه إسترليني إلى 34 مليون جنيه إسترليني سنويًا للحفاظ على السيطرة على الحقوق. انضم بي سكاي بي إلى هيئة الإذاعة البريطانية لتقديم عرض مضاد. حصلت البي بي سي على أبرز الأحداث في معظم المباريات، في حين أن بي سكاي بي دفع 304 مليون جنيه إسترليني للحصول على حقوق الدوري الإنجليزي الممتاز، مما يمنحها احتكارًا لجميع المباريات الحية، حتى 60 مباراة سنويًا من موسم 1992. وصف مردوخ الرياضة بأنها «ضربة قوية» للتلفزيون المدفوع، مما يوفر قاعدة عملاء قوية. بعد أسابيع قليلة من الصفقة، ذهبت آي تي في إلى المحكمة العليا للحصول على أمر قضائي لأنها تعتقد أن تفاصيل العطاء قد تم تسريبها قبل اتخاذ القرار. كما طلبت اّي تي في من مكتب التجارة العادلة التحقيق في الأمر لأنها تعتقد أن الإمبراطورية الإعلامية لروبرت مردوخ عبر صحفها قد أثرت على الصفقة. بعد بضعة أيام لم يتم تنفيذ أي إجراء، اعتقد آي تي في أنه تم الاتصال هاتفيًا بـ بي سكاي بي وإبلاغه بعرض 262 مليون جنيه إسترليني، ونصح الدوري الإنجليزي الممتاز بي سكاي بي بزيادة عرضه المقابل.
احتفظت بي سكاي بي بحقوق دفع 670 مليون جنيه إسترليني لصفقة 1997-2001، ولكن تم الطعن فيها من قبل أون ديجيتل للحقوق من 2001 إلى 2004، وبالتالي تم إجبارها على 1.1 مليار جنيه إسترليني مما منحهم 66 لعبة حية سنويًا.
بعد معركة قانونية طويلة مع المفوضية الأوروبية، والتي اعتبرت أن الحقوق الحصرية تتعارض مع مصالح المنافسة والمستهلكين، انتهى احتكار بي سكاي بي من موسم 2007-08 . في مايو 2006، مُنِح المذيع الأيرلندي سيتانتا سبورتس اثنتين من حزم الدوري الممتاز الست التي قدمها الاتحاد الإنجليزي لكرة القدم للمذيعين. التقطت سكاي الأربعة الباقية مقابل 1.3 مليار جنيه إسترليني. في فبراير 2015، عرضت سكاي مبلغ 4.2 مليار جنيه إسترليني مقابل مجموعة من 120 مباراة في الدوري الممتاز على مدار المواسم الثلاثة من عام 2016. ويمثل هذا زيادة بنسبة 70٪ عن العقد السابق وقيل إنه يزيد بمقدار مليار جنيه استرليني عما توقعت الشركة دفعه. وقد أعقب هذه الخطوة تخفيضات في عدد الموظفين وزيادة أسعار الاشتراك (بما في ذلك 9٪ في حزمة عائلة سكاي) وإلغاء القناة ثلاثية الأبعاد.
قنوات سكاي المتعددة
في سبتمبر 1993، أطلقت بي سكاي بي قنوات سكاي المتعددة التي كانت سلف النظام الأساسي الرقمي الحالي. كانت قنوات سكاي المتعددة عبارة عن حزمة اشتراك تتيح الوصول ليس فقط إلى قنوات سكاي الخاصة ولكن أيضًا إلى قنوات البث التابعة لجهات خارجية.
بدأت الخدمة في 1 سبتمبر 1993. وقد استند إلى فكرة طرحها الرئيس التنفيذي آنذاك سام تشيشولم ورئيس مجلس الإدارة روبرت مردوخ لتحويل إستراتيجية أعمال الشركة إلى مفهوم قائم على الرسوم بالكامل. تضمنت الحزمة الجديدة أربع قنوات كانت متوفرة سابقًا مجانًا، تبث على أقمار أسترا الصناعية، بالإضافة إلى إدخال قنوات جديدة. استمرت الخدمة حتى إغلاق خدمة بي سكاي بي التناظرية في 27 سبتمبر 2001،  بسبب توسع منسكاي ديجيتال بعد إطلاقها قبل ثلاث سنوات. تم بث بعض القنوات إما في تشفير واضح أو ناعم (حيث كان مطلوبًا فك تشفير فيديوكربت، بدون بطاقة اشتراك) قبل إضافتها إلى حزمة قنوات سكاي المتعددة. في غضون شهرين من الإطلاق، اكتسبت بي سكاي بي 400000 مشترك جديد، مع حصول الأغلبية على قناة متميزة واحدة على الأقل أيضًا،  مما ساعد بي سكاي بي على الوصول إلى 3.5 مليون أسرة بحلول منتصف عام 1994. انتقد مايكل جريد العمليات أمام لجنة اختر التراث الوطني، وذلك بسبب عدم وجود برامج أصلية على العديد من القنوات الجديدة.
إطلاق سكاي ديجيتال
تم إطلاق خدمة بي سكاي بي الرقمية رسميًا في 1 أكتوبر 1998 تحت اسم سكاي ديجيتال، على الرغم من إجراء اختبارات على نطاق صغير قبل ذلك. في هذا الوقت، أدى استخدام علامة سكاي ديجيتال التجارية إلى تمييز مهم بين الخدمة الجديدة وخدمات سكاي التناظرية. كانت نقاط البيع الرئيسية هي التحسن في جودة الصورة والصوت، وزيادة عدد القنوات وخدمة تفاعلية تحمل علامة تجارية أوبن .... تسمى الآن سكاي أكتيف، تنافست بي سكاي بي مع العرض أون ديجيتال الأرضي (لاحقًا أي تي في ديجييتال) وخدمات الكابل. في غضون 30 يومًا، تم بيع أكثر من 100000 صندوق رقمي، مما ساعد على تعزيز قرار بي سكاي بي بالتخلي عن الصناديق الرقمية والميني ديج المجانية من مايو 1999.
استمر التحول من التناظرية إلى الرقمية بسرعة نسبية. في عام 1998، كان هناك 6 ملايين منزل تلفزيوني «متعدد القنوات» في المملكة المتحدة (أي المنازل التي تشاهد التلفزيون بخلاف التلفزيون الأرضي التناظري التقليدي)، وشاهد أكثر من نصف هذه المنازل التلفزيون باستخدام خدمة بي سكاي بي التناظرية. تجاوزت خدمة بي سكاي بي الرقمية الخدمة التناظرية من حيث عدد المشتركين في أواخر عام 1999. بحلول يونيو 2000، كان لدى الخدمة 3.6 مليون مشترك، مما أعطى بي سكاي بي 8.988 مليون مشترك عبر جميع المنصات. يعكس هذا النمو الكبير حصة بي سكاي بي البالغة 34٪ من المشاهدين في المنازل متعددة القنوات (ارتفاعًا من 13.4٪ عن عام 1999). انتهت خدمة بي سكاي بي التناظرية في أكتوبر 2001، وسيتم في النهاية تسويق الخدمة الرقمية على أنها «سكاي» فقط.
في نوفمبر 2005، بالشراكة مع فودافون، تم إطلاق خدمة سكاي موبايل تي في والتي كانت أول خدمة تليفزيونية متنقلة متوفرة تجاريًا في المملكة المتحدة. فودافون لايف! سيتلقى العملاء الذين لديهم أجهزة هاتف مزودة بتقنية الجيل الثالث الخدمة.
2010
أصبحت خدمة سكاي المباشر عبر الأقمار الصناعية متاحة في 10 ملايين منزل في عام 2010، وهي أول منصة تلفزيونية مدفوعة في أوروبا لتحقيق هذا الإنجاز. وأكدت الإذاعة أنها وصلت إلى هدفها، وقالت إن وصولها إلى 36٪ من الأسر في المملكة المتحدة يمثل جمهورًا يزيد عن 25 مليون شخص. تم الإعلان عن الهدف لأول مرة في آب (أغسطس) 2004، ومنذ ذلك الحين، اشترك 2.4 مليون عميل إضافي في خدمة سكاي المباشرة. ناقش المعلقون الإعلاميون ما إذا كان يمكن الوصول إلى هذا الرقم مع استقرار النمو في أعداد المشتركين في أماكن أخرى من أوروبا.
في كانون الأول (ديسمبر)، استمع البرلمان البريطاني إلى ادعاء مفاده أن الاشتراك في خدمة سكاي «غالبًا ما يضر» بمتلقي الرعاية الاجتماعية، إلى جانب الكحول والتبغ والمقامرة. كان النائب أليك شيلبروك من حزب المحافظين يقترح دفع الفوائد والإعفاءات الضريبية على «البطاقة النقدية للرفاهية»، على غرار برنامج المساعدة الغذائية التكميلية الأمريكية، التي يمكن استخدامها لشراء «الضروريات» فقط.
في عام 2016، أطلقت سكاي خدمة تلفزيونية وترفيهية جديدة تسمى سكاي كيو. وفي 1 مارس 2018، أفيد أن سكاي يو كي قد أنهت مفاوضات ناجحة مع نتفلكس لتزويد مشتركي سكاي بإمكانية الوصول إلى خدمة البث الدولية.
قامت شركة كومكاست، أكبر مزود للتلفزيون الكبلي في الولايات المتحدة، بالمزايدة على تونتي فرست سينتشوري فوكس، في 22 سبتمبر 2018 في مزاد للسيطرة على سكاي يو كي. في 4 أكتوبر 2018، باعت فوكس حصتها إلى كوكاست، مما أعطى الأخيرة حصة مسيطرة بنسبة 76.8 ٪. في 12 أكتوبر 2018، أعلنت كومكاست أنها ستستحوذ إجباريًا على بقية سكاي بعد أن حصل عرضها على قبول 95.3٪ من مساهمي هيئة البث. بعد ذلك، استحوذت كومكاست على 5٪ المتبقية من أسهم سكاي.

## خدمات
التلفزيون الرقمي الأرضي
واجهت سكاي في البداية منافسة من خدمة التلفزيون الأرضي الرقمي أون ديجيتال (أعيدت تسميتها لاحقًا أي تي في ديجيتال). فشلت أي تي ديجيتال لأسباب عديدة، بما في ذلك، على سبيل المثال لا الحصر، العديد من الإخفاقات الإدارية والتقنية، والمستثمرين المتوترين بعد الانحدار الكبير في سوق الإعلانات وانهيار الإنترنت، والتسويق العدواني لشركة سكاي والسيطرة على الحقوق الرياضية المتميزة.
بينما تم استبعاد سكاي من أن تكون جزءًا من كونسورتيوم أون ديجيتال، مما يجعلها منافسًا افتراضيًا، تمكنت سكاي من الانضمام إلى بديل مجاني لـ أي تي ديجيتال، فريفيو، حيث تمتلك حصة متساوية مع بي بي سي، أي تي في ‏، القناة 4 واركيفا. قبل أكتوبر 2005، كانت ثلاث قنوات سكاي متاحة على هذه المنصة: سكاي نيوز وسكاي الثالثة ‏ وسكاي سبورت نيوز. في البداية، قدمت سكاي خدمة سكاي ترفل. ومع ذلك، تم استبدال هذا بـ سكاي الثالثة ‏ في 31 أكتوبر 2005، والتي أعيدت تسميتها لاحقًا باسم «باك تي في» في عام 2011.
في 8 فبراير 2007، أعلنت سكاي عن نيتها لاستبدال قنواتها الأرضية الرقمية الثلاث المجانية الهواء بأربع قنوات اشتراك. تم اقتراح أن تقدم هذه القنوات مجموعة من المحتويات من محفظة سكاي بما في ذلك الرياضة (بما في ذلك الدوري الأنجليزي الممتاز لكرة القدم) والأفلام والترفيه والأخبار. جاء هذا الإعلان بعد يوم من تأكيد شركة سيتانتا سبورتس أنها ستطلق في مارس كخدمة اشتراك على المنصة الأرضية الرقمية، وفي نفس اليوم الذي أعيدت فيه تسمية خدمات إن تي أل باسم فيرجن ميديا ليمتد. ومع ذلك، تعتقد مصادر الصناعة أن سكاي ستضطر إلى تعليق خطط سحب قنواتها من المجانية المشاهدة واستبدالها بقنوات اشتراك، بسبب احتمال فقدان عائدات الإعلانات.
الفيديو حسب الطلب
واجهت سكاي في البداية منافسة متزايدة من مزودي الاتصالات لتقديم خدمات تلفزيونية مدفوعة عبر خطوط الهاتف الحالية باستخدام إي دي أس أل. يستطيع مقدمو الخدمات هذا تقديم حزم «اللعب الثلاثي» أو «اللعب الرباعي» التي تجمع بين خدمات الهاتف الأرضي والإنترنت عريضة النطاق والهاتف المحمول وخدمات التلفزيون المدفوعة.
للتنافس مع هؤلاء المزودين، اشترت سكاي في أكتوبر 2005 موفر خدمة الإنترنت واسع النطاق إيزينيت مقابل 211 جنيهًا إسترلينيًا مليون. سمح هذا الاستحواذ لشركة سكاي بالبدء في تقديم خدمة النطاق العريض التي تحمل علامة سكاي بالإضافة إلى حزمة «التشغيل الثلاثي» التي تجمع بين التلفزيون الفضائي والهاتف الأرضي وخدمة النطاق العريض. تقدم سكاي أيضًا بعض قنوات البث التلفزيوني المباشر إلى جهاز كمبيوتر باستخدام مايكروسوفت سيلفرلايت.
في أوائل عام 2012، أصدرت سكاي تحديثًا لخدمة سكاي بأي وقت. يوفر هذا التحديث للعملاء فرصة شراء واستئجار أفلام من متجر سكاي.
في 26 سبتمبر 2012، أعادت سكاي إطلاق خدمة «بأي وقت +» عند الطلب عبر النطاق العريض باسم «على الطلب» حيث انضم مشغل اي بلير الخاص ‏ بشركة بي بي سي إلى مجموعة القنوات التي تقدم خدمة متابعة التلفزيون على صندوق الشركة سكاي + أتش دي - المرتبط إلى جهاز توجيه، تم تسجيل الإشارة منه قبل المشاهدة. كانت بي بي سي تتيح برامج الأسبوع السابق إلى جانب قناة أي تي في، والقناة الرابعة، والقناة 5 ، وقناة يو كي تي في ‏ المملوكة جزئيًا لـ بي بي سي، بالإضافة إلى قنوات سكاي الخاصة.
سكاي جو
يتم توفير سكاي جو مجانًا لمشتركي سكاي (الفضائيات) ويسمح لهم بمشاهدة القنوات مباشرة وعند الطلب من خلال اتصال بالإنترنت على جهاز كمبيوتر أو جهاز محمول.
في 29 مايو 2009، تم التأكيد على إتاحة سكاي جو على إكس بوكس 360 . في نوفمبر 2011، أبرمت شركة سوني كمبيوتر للترفية صفقة مع سكاي لإحضار بعض عروضها إلى متجر بلاي ستيشن متجر الفيديو. يمكن للمستخدمين شراء حلقات تلفزيونية فردية بدقة SD أو HD. في 3 ديسمبر 2014، أصبح سكاي جو متاحًا على بلاي ستيشن 4 تحت اسم «التلفاز من سكاي»، يليه بلاي ستيشن 3 في 29 يناير 2015.
سكاي برودباند
في 1 مارس 2013، أُعلن أن سكاي ستشتري خدمات النطاق العريض أو2 وبي من تليفونيكا مقابل 180 مليون جنيه إسترليني مقدمًا بالإضافة إلى 20 مليون جنيه إسترليني أخرى بمجرد نقل العملاء. وقالت تليفونيكا إن الصفقة ستسمح لها بالتركيز على تقديم خدمات جوال أفضل، بما في ذلك طرح جيل رابع.
تقدم سكاي نطاق عريض فائق السرعة، سكاي فايبر، باستخدام تقنية أي دي أس أل 2 + والألياف الضوئية، التي توفرها مجموعة بي تي أوبنريش.
سكاي موبايل
في 21 أكتوبر 2016، تم الإعلان عن التسجيل المسبق العام لشبكة المحمول الجديدة سكاي موبايل، سكاي موبايل، من 31 أكتوبر 2016. ستعمل الشبكة كجهاز أم في إن أو كامل، باستخدام البنية التحتية لشبكة الوصول اللاسلكي أو 2 ، وسرعات شبكة أو2 الكاملة وجيل رابع +. في 5 يناير 2017، تم إطلاق سكاي موبايل للجمهور في جميع أنحاء المملكة المتحدة. صُنفت نفسها على أنها شبكة أكثر ذكاءً، حيث ركزت التعريفات بشكل أساسي على البيانات بدلاً من المكالمات والنصوص التقليدية، مما يوفر بشكل فعال أموال المستهلكين في الدقائق والنصوص الضائعة غير المستخدمة. تبلغ تكلفة بيانات 1 جيجابايت 10.00 جنيه إسترليني شهريًا بينما تبلغ تكلفة 5 جيجابايت 15.00 جنيهًا إسترلينيًا شهريًا مع بيانات 10 جيجابايت بتكلفة 20.00 جنيهًا إسترلينيًا في الشهر. مع كل تعريفات البيانات هذه، يمكن للعميل الاختيار من بين باقتين مختلفتين للمكالمات والرسائل النصية مع «الدفع حسب الاستخدام» بتكلفة 10 بنسات في الدقيقة للمكالمات و 10 بنسات لكل رسالة نصية مرسلة أو 10.00 جنيهات إسترلينية شهريًا للمكالمات والرسائل غير المحدودة. باقة مكالمات ورسائل غير محدودة مجانية لعملاء سكاي تي في الجدد أو الحاليين الذين يستخدمون شبكة سكاي موبايل.
اعتبارًا من 30 مارس 2017، تقدم سكاي موبايل صفقات للهواتف. المنتجات متوفرة من الشركات المصنعة مثل سامسونج وسوني ومجموعة إل جي وأبل.
متجر سكاي
يحتوي متجر سكاي ستور على مكتبة أفلام من سكاي سينما يمكن استئجارها أو شراؤها، إما عبر تطبيق أو نسخ دي في دي / Blu-ray فعلية بالبريد. يتوفر سكاي ستور على صناديق سكاي كيو وكذلك من خلال التطبيقات على الأجهزة مثل أجهزة الكمبيوتر والأجهزة المحمولة. إنه متاح لأي شخص لديه جهاز متوافق ولا يتطلب اشتراكًا في سكاي تي في.
الآن تي في
خدمة تلفزيونية بدون عقد من سكاي. يتم تقديم الخدمة على جهاز تي في الآن أو من خلال تطبيق على أجهزة كمبيوتر وأجهزة محمولة وأجهزة فك التشفير وأجهزة تلفزيون ذكية محددة. تي في الآن منفصل عن خدمة سكاي تي في الأساسية.

## منتجات
سكاي ديجي بوكس
تم إطلاق سكاي مع جهاز فك التشفير المعروف باسم سكاي ديجي بوكس، باستخدام الشعارات «ماذا تريد أن تشاهد؟» و «ترفيه على طريقتك» والشعار الحالي «آمن بالأفضل» . تبع ذلك سكاي + ، مسجل فيديو رقمي به محرك أقراص ثابت داخلي يسمح للمشاهدين «بإيقاف البث التلفزيوني المباشر مؤقتًا» (عن طريق التبديل من البث المباشر إلى تسجيل في الوقت الحقيقي متوقف مؤقتًا يمكن إعادة تشغيله في أي وقت) وجدولة البرامج إلى سجل في المستقبل.
في السنوات اللاحقة، حل صندوق سكاي + ثم صندوق سكاي + أتش دي محل ديجي بوكس الأصلي. بدأت الصور الأولى لنموذج أولي لمربع سكاي أتش دي في الظهور في المجلات في أغسطس 2005. أطلقت سكاي خدمات HDTV في مايو 2006. تتضمن جميع صناديق سكاي + أتش دي إصدارًا من سكاي + باستخدام محرك أقراص ثابتة 300 جيجابايت أو 500 جيجابايت أو 1 تيرابايت (يتوفر للمستخدم 160 جيجابايت أو 250 جيجابايت أو 500 جيجابايت) لاستيعاب البيانات الإضافية الضرورية.
سكاي +
فرضت سكاي في البداية رسوم اشتراك إضافية لاستخدام سكاي + PVR مع خدمتهم؛ التنازل عن الرسوم للمشتركين الذين تضمنت باقتهم قناتين مميزتين أو أكثر. تغير هذا اعتبارًا من 1 يوليو 2007، والآن العملاء الذين يشتركون في أي باقة سكاي يشتملون على سكاي + بدون رسوم إضافية. لا يزال بإمكان العملاء الذين لا يشتركون في قنوات سكاي دفع رسوم شهرية لتمكين وظائف سكاي +. في سبتمبر 2007، أطلقت سكاي حملة إعلانية تلفزيونية جديدة تستهدف النساء. اعتبارًا من 31 مارس 2008، كان لدى سكاي 3,393,000 مستخدم سكاي +.
في يناير 2010، أوقفت سكاي (سكاي + بوكس)، وقصرت سكاي بوكس القياسي على ترقية غرفة متعددة فقط وبدأت في إصدار سكاي + أتش دي بوكس كمعيار، مما يمنح جميع المشتركين الجدد وظائف سكاي +. في فبراير 2011، أوقفت سكاي البديل غير عالي الدقة لمربع غرفة متعددة الخاص بها، حيث قدمت نسخة أصغر من صندوق سكاي أتش دي بدون وظيفة سكاي +.
سكاي + أتش دي
أطلقت سكاي خدمة أتش دي تي في، سكاي + أتش دي، في 22 مايو 2006. قبل إطلاقها، ادعت سكاي أن 40000 شخص قد سجلوا لتلقي خدمة أتش دي. في الأسبوع الذي سبق الإطلاق، بدأت الشائعات بالظهور بأن سكاي تواجه مشكلات في الإمداد بجهاز فك التشفير (STB) من الشركة المصنعة ثومسون . في يوم الخميس 18 مايو 2006، واستمرارًا خلال عطلة نهاية الأسبوع قبل الإطلاق، كان الناس يبلغون أن سكاي قد ألغت أو أعادت جدولتها لتركيبها. أخيرًا، ذكرت بي بي سي أن 17000 عميل لم يتلقوا الخدمة بعد بسبب فشل عمليات التسليم. في 31 مارس 2012، أعلنت سكاي أن إجمالي عدد المنازل مع سكاي + أتش دي كان 4,222,000.
في أوائل عام 2012، أصدرت سكاي تحديثًا لخدمة سكاي بأي وقت. يوفر هذا التحديث للعملاء فرصة شراء واستئجار أفلام من متجر سكاي . في يونيو 2012، أطلقت سكاي دليل البرامج الإلكتروني الجديد لصناديق سكاي + أتش دي. تضمن التحديث مظهرًا حديثًا جديدًا ووظائف محسّنة. اعتبارًا من 1 أكتوبر 2012، تم تغيير اسم سكاي بأي وقت إلى سكاي عند الطلب والذي تضمن إي تي في بلير والطلب 5 . تبعتها بي بي سي إي بلير في أواخر الخريف بـ 4oD والتي تغيرت إلى All 4 في 30 مارس 2015، وتم إطلاقها في أوائل عام 2013.
سكاي ثري دي
بدأت سكاي في بث البرامج ثلاثية الأبعاد في أبريل 2010. وشمل ذلك قنوات ثلاثية الأبعاد جديدة، بما في ذلك سكاي سبورتس 3D و سكاي موفيز 3D . جربت سكاي سابقًا البث ثلاثي الأبعاد عن طريق بث مباراة كرة قدم ارسنال ومانشستر يونايتد بثلاثية الأبعاد في تسعة حانات منتشرة في جميع أنحاء المملكة المتحدة.
سكاي كيو
في 18 نوفمبر 2015، أعلنت سكاي عن سكاي كيو، وهي مجموعة من المنتجات والخدمات التي ستتوفر في عام 2016. تتكون مجموعة سكاي كيو من ثلاثة أجهزة استقبال (سكاي كيو 1TB وسكاي كيو 2TB وسكاي كيو ميني) وجهاز توجيه عريض النطاق (سكاي كيو هوب) وتطبيقات الهاتف المحمول.
تقدم صناديق سكاي كيو العلوية واجهة مستخدم جديدة ووظيفة نقطة اتصال واي فاي واتصال خط الطاقة والبلوتوث وجهاز تحكم عن بعد جديد حساس للمس. تتصل أجهزة استقبال سكاي كيو منيi بصناديق سكاي كيو العلوية مع اتصال واي فاي أو خطوط الطاقة بدلاً من تلقي موجزات الأقمار الصناعية الخاصة بهم. يتيح ذلك لجميع أجهزة الاستقبال الرقمية في المنزل مشاركة التسجيلات والوسائط الأخرى.
أصبح سكاي كيو متاحًا للطلب في 9 فبراير 2016 وهو حاليًا النطاق الوحيد المتاح للعملاء الجدد. تمت إزالة صندوق سكاي + أتش دي من البيع على موقع سكاي الرئيسي في أكتوبر 2016. تلقت سكاي كيو استقبالًا إيجابيًا للغاية.
على عكس صناديق سكاي وسكاي + وسكاي + أـش دي، تظل صناديق سكاي كيو ملكًا لـ سكاي ويجب إرجاعها عند انتهاء العقد. يتم تطبيق رسوم تصل إلى 140 جنيهًا إسترلينيًا لكل عنصر على العناصر التي لم يتم إرجاعها - تدعي سكاي أن هذه الرسوم لا تشتري المعدات، والتي يجب إعادتها.
دقة 4K UHD
جهاز فك التشفير سكاي كيو 2TB قادر على استقبال وعرض بث 4K UHD . تمت إضافة HDR في 27 مايو 2020، إلى جانب إطلاق قنوات سكاي الطبيعة وسكاي الوثائقية. سيتم تضمين تنسيق HLG في عدد محدد من تنزيلات UHD VoD ، بدءًا من سكاي نيتيور قبل إضافتها إلى محتوى قناة أخرى. بدأت بث UHD في 13 أغسطس 2016، مع أول مباراة كرة قدم مباشرة في الدوري الإنجليزي الممتاز لموسم 2016/17، هال ضد ليستر سيتي. تتوفر عمليات بث UHD مجانًا لعملاء سكاي كيو 2TB متعدد الشاشات مع أي اشتراكات أخرى ذات صلة.
القنوات التلفزيونية
سكاي، والشركات الشقيقة، تعمل عدد من القنوات في المملكة المتحدة وايرلندا مع بعض كونها مشاريع مشتركة مع شركات أخرى:
الترفيه
- سكاي الأولى (+1 متاح)
- سكاي إعادة
- سكاي اتلانتيك (+1 متاح)
- سكاي كوميديا
- سكاي ويتنس (+1 متاح)
- سيفي
- كوميدي سنترال (+1 متاح) (مشروع مشترك)
- كوميدي سنترال إكسترا (مشروع مشترك)
- باك (+1 متاح)
- جالينج

أسلوب الحياة
- بليز (مشروع مشترك)
- لايف تايم (مشروع مشترك)

واقعية
- سكاي ارتس
- سكاي جريمة (+1 متاح)
- سكاي وثائقيّات
- سكاي التأريخ (يتوفر +1) (مشروع مشترك)
- سكاي التأريخ 2 (مشروع مشترك)
- سكاي نيتور
- الجريمة + التحقيق (+1 متاح) (مشروع مشترك)

أخبار
- سكاي نيوز
- سكاي نيوز عربية (مشروع مشترك)

الرياضة
- سكاي سبورتس
- سكاي سبورتس الدوري الإنجليزي الممتاز
- سكاي سبورتس لكرة القدم
- سكاي سبورتس كريكيت
- سكاي سبورتس غولف
- سكاي سبورتس F1
- سكاي سبورتس أكشن
- سكاي سبورتس ارينا
- سكاي سبورتس ميكس
- سكاي سبورتس نيوز

أفلام
- سكاي سينما برايمير
- سكاي سينما اختر
- سكاي سينما هيتس
- سكاي عظماء السينما
- سكاي سينما للرسوم المتحركة
- سكاي عائلة سينما
- سكاي سينما ديزني
- سكاي سينما أكشن
- سكاي سينما كوميديا
- سكاي سينما ثريلر
- سكاي سينما دراما
- سكاي سينما خيال علمي & رعب

أطفال
- نيكلوديون (يتوفر +1) (مشروع مشترك)
- نيك جونيور (+1 متاح) (مشروع مشترك)
- نيك جونيور تو (مشروع مشترك)
- نيكتونز (مشروع مشترك)
- بيبي تي في (مشروع مشترك)

## التسويق
سكاي (التي تم تسويقها سابقًا باسم سكاي ديجيتال) هي الاسم التجاري لخدمات الاتصالات السلكية واللاسلكية الخاصة بالتلفزيون الرقمي الساتلي الرقمي التابع لشركة سكاي بي ال سي في المملكة المتحدة. الشعارات التي تم استخدامها للتسويق تشمل «ماذا تريد أن تشاهد؟» و «ترفيه على طريقتك» والشعار الحالي «آمن بالأفضل» . قامت سكاي أيضًا ببث العديد من الإعلانات التي تعرض شخصيات من المينيون و قلبا وقالبا و كونغ فو باندا 3 و الحياة السرية للحيوانات الأليفة و ليغو باتمان و
أنا الحقير 3 و عائلة متوحشة .

## البث
عندما تم إطلاق سكاي ديجيتال في عام 1998، استخدمت الخدمة الجديدة القمر الصناعي أسترا 2A الذي كان يقع في الموقع المداري 28.2 درجة شرقا، على عكس الخدمة التناظرية التي تم بثها من 19.2 درجة شرقا. وأعقب ذلك في وقت لاحق من قبل أكثر من الأقمار الصناعية أسترا وكذلك يوتلسات الصورة يوروبيرد 1 (الآن 33C يوتلسات) في 28.5 °شرقاً)، مكن الشركة من إطلاق خدمة للجميع الرقمية الجديدة، السماء، مع احتمال أن مئات حمل قنوات التلفزيون وقنوات الراديو. تمت مشاركة الموقف القديم مع المذيعين من عدة دول أوروبية، في حين أن الموقع الجديد عند 28.5 درجة شرقا أصبح يستخدم بشكل حصري تقريبًا للقنوات التي تبث إلى المملكة المتحدة.
انضمت الأقمار الصناعية الجديدة أسترا إلى المركز في عامي 2000 و 2001، وزاد عدد القنوات المتاحة للعملاء وفقًا لذلك. استمر هذا الاتجاه مع إطلاق يوروبيرد 1 (الآن 33C يوتلسات) في عام 2001. بالإضافة إلى ذلك، تلقت بعض القنوات ترقيمًا جديدًا من حين لآخر - ومع ذلك، في أوائل عام 2006، تلقت غالبية القنوات ترقيمًا جديدًا، مع تلقي بعضها تغييرات من رقم واحد، بينما تلقى البعض الآخر أرقامًا جديدة تمامًا.
كانت الخدمة التلفزيونية الرقمية الأكثر شعبية في البلاد حتى تم تجاوزها بواسطة فريفيو في أبريل 2007.
قبل اللجوء إلى قمر أسترا 2E، 2F و 2G، وأحيل السماء من أسترا الأقمار الصناعية التي تقع في 28.2 درجة شرق (2A / 2C / 2E / 2F) ويوتلسات الصورة يوتلسات 33C الأقمار الصناعية في 28.5 ° شرقا.
اعتبارًا من عام 2019، تعد أسترا 2E و 2F و 2G هي الأقمار الصناعية الوحيدة التي تستخدمها سكاي يو كي؛ يتم تقديم عدد من الخدمات عبر حزم نقطية ضيقة في المملكة المتحدة فقط، بينما ترتبط الخدمات الأخرى بالوصلة الهابطة على نطاق أوروبا. تركز الحزم الموضعية في المملكة المتحدة فقط عن قصد بإحكام على البر الرئيسي للمملكة المتحدة، ومع ذلك فهي لا تزال قابلة للاستلام اعتمادًا على الموقع والوصول إلى طبق كبير بما فيه الكفاية وال إن بي حساس.
تم نقل يوتلسات 33C لاحقًا إلى 33 درجة شرقًا، ثم انتقل مرة أخرى إلى 133 درجة غربًا وأعيد تسميته باسم «يوتلسات 133 غربا A» لخدمة أجهزة الإرسال والاستقبال التي تقدم خدمات اللغات الأوروبية والأفريقية.
محول كتلة منخفض الضوضاء
يتم توفير نطاق Ku عالمي ال إن بي (9.75 / 10.600 GHz) التي يتم تركيبها في نهاية الطبق وتشير إلى كوكبة الأقمار الصناعية الصحيحة؛ ستتلقى معظم أجهزة الاستقبال الرقمية قنوات البث المجانية. بعض عمليات البث مجانية وغير مشفرة، وبعضها مشفر ولكن لا يتطلب اشتراكًا شهريًا (يُعرف باسم مجاني للمشاهدة)، وبعضها مشفر ويتطلب اشتراكًا شهريًا، وبعضها خدمات الدفع مقابل المشاهدة. لعرض المحتوى المشفر، يجب استخدام جهاز استقبال مزود ببرنامج فيديوجارد يو كي (وكلها مخصصة لخدمة سكاي ولا يمكن استخدامها لفك تشفير الخدمات الأخرى). تتوفر الآن CAMs غير الرسمية لعرض الخدمة، على الرغم من أن استخدامها يخرق عقد المستخدم مع سكاي ويلغي حقوق المستخدم في استخدام البطاقة.
البث تعريف قياسي
بث تعريف سكاي القياسي في بث فيديو رقمي المتوافق مع إم بي إي جي 2 ، مع قنوات سكاي سينما وسكاي بوكس أوفيس بما في ذلك مسارات الصوت مساراتدولبي ديجيتال الاختيارية للأفلام الحديثة، على الرغم من أنه لا يمكن الوصول إليها إلا باستخدام سكاي + بوكسيتم بث مواد سكاي + أتش دي باستخدام إم بي إي جي - 4 ومعظم المواد عالية الدقة تستخدم معيار dvb-s2 . تستخدم الخدمات التفاعلية ودليل البرامج الإلكتروني لمدة 7 أيام نظام أوبن تي في الخاص، مع أجهزة فك التشفير بما في ذلك أجهزة المودم لمسار العودة. تقدم سكاي نيوز، من بين قنوات أخرى، فيديو زائف خدمة تفاعلية عند الطلب عن طريق بث تدفقات الفيديو المتكرر.
مستقبلات الأقمار الصناعية الرقمية
تستخدم سكاي نظام فيديوجارد للتلفزيون المدفوع المملوك لشركة إن دي اس، إحدى شركات سيسكو سيستمز. هناك ضوابط صارمة على استخدام وحدات فك ترميز فيديوجارد؛ لم تكن متوفرة كوحدات DVB CAM قائمة بذاتها (وحدات الوصول المشروط). تتمتع سكاي بسلطة التصميم على جميع أجهزة استقبال الأقمار الصناعية الرقمية القادرة على تلقي خدماتها. يجب أن تتوافق أجهزة الاستقبال، على الرغم من تصميمها وبناؤها من قبل جهات تصنيع مختلفة، مع نفس شكل واجهة المستخدم وشكلها مثل جميع الأجهزة الأخرى. يمتد هذا إلى عرض مسجل الفيديو الشخصي (PVR) (يحمل علامة سكاي +).

## دعوى قضائية
في يوليو 2013، وجدت محكمة العدل العليا الإنجليزية أن استخدام مايكروسوفت لمصطلح «سكاي درايف» ينتهك حق سكاي في العلامة التجارية «سكاي». في 31 يوليو 2013، أعلنت سكاي ومايكروسوفت عن تسوية، لن تستأنف بموجبها مايكروسوفت الحكم، وستعيد تسمية خدمة التخزين السحابي سكاي درايف بعد «فترة زمنية معقولة للسماح بانتقال منظم إلى علامة تجارية جديدة»، بالإضافة إلى «الشروط المالية وغيرها، وتفاصيلها سرية». في 27 يناير 2014، أعلنت مايكروسوفت «أن سكاي درايف ستصبح قريبًا ون درايف» و «سكاي درايف برو» أصبحت «ون درايف للاعمال».
كانت هالو غيمز في مفاوضات قانونية مع سكاي حول العلامة التجارية حول كلمة «سكاي» المستخدمة في عنوان لعبة الفيديو نو مانز سكاي لمدة ثلاث سنوات. تمت تسوية المشكلة في النهاية في يونيو 2016، مما سمح لـ هالو غيمز بالاستمرار في استخدام الاسم.

## جوائز وترشيحات
| عام  | جمعية                   | النوع      | المرشح (المرشحين) | نتيجة      |
| ---- | ----------------------- | ---------- | ----------------- | ---------- |
| 2017 | التنوع في جوائز الإعلام | مذيع العام | سكاي              | Green tick |

## روابط خارجية
- قائمة القنوات على سكاي (المملكة المتحدة وأيرلندا)
- الموقع الرسمي
- سكاي ميديا المملكة المتحدة
- خدمة العملاء
- سكاي فيجن
- دليل سكاي تي في